# Староандреевский сельсовет
Староандреевский сельсовет — сельское поселение в Неверкинском районе Пензенской области Российской Федерации.
Административный центр — село Старая Андреевка.

## История
Статус и границы сельского поселения установлены Законом Пензенской области от 2 ноября 2004 года № 690-ЗПО «О границах муниципальных образований Пензенской области».

## Население
| 2010 | 2012 | 2013 | 2014 | 2015 | 2016 | 2017 |
| ---- | ---- | ---- | ---- | ---- | ---- | ---- |
| 1021 | ↘949 | ↘936 | ↘913 | ↘903 | ↘853 | ↘822 |
| 2018 | 2021 |      |      |      |      |      |
| ↘801 | ↗913 |      |      |      |      |      |

## Состав сельского поселения
| № | Населённый пункт | Тип населённого пункта       | Население |
| - | ---------------- | ---------------------------- | --------- |
| 1 | Джалилово        | село                         | ↘225      |
| 2 | Криволучье       | деревня                      | ↘183      |
| 3 | Старая Андреевка | село, административный центр | ↘610      |
| 4 | Теряевка         | село                         | ↘3        |